# Qurultay
Le qurultay, kurultay ou khuriltai, parfois francisé en Kouroultaï (mongol : ᠻᠦᠷᠦᠯᠳᠠᠶ, VPMC : Qurultai, cyrillique : Хуралдай, MNS : khuraldai ; turc : kurultay ; kazakh : Құрылтай, tranlit. : Qurıltay ; tatar : Qorıltay; bachkir : Ҡоролтай, transl. : Qoroltay ; azéri : Qurultay ; turkmène : Gurultaý)  est une assemblée politique et militaire de notables Mongols et Turcs.
La racine du terme vient du proto-mongol  *kura-, *kurija-, signifiant « collecter, rassembler ».

## Monde mongol
Il pouvait être :

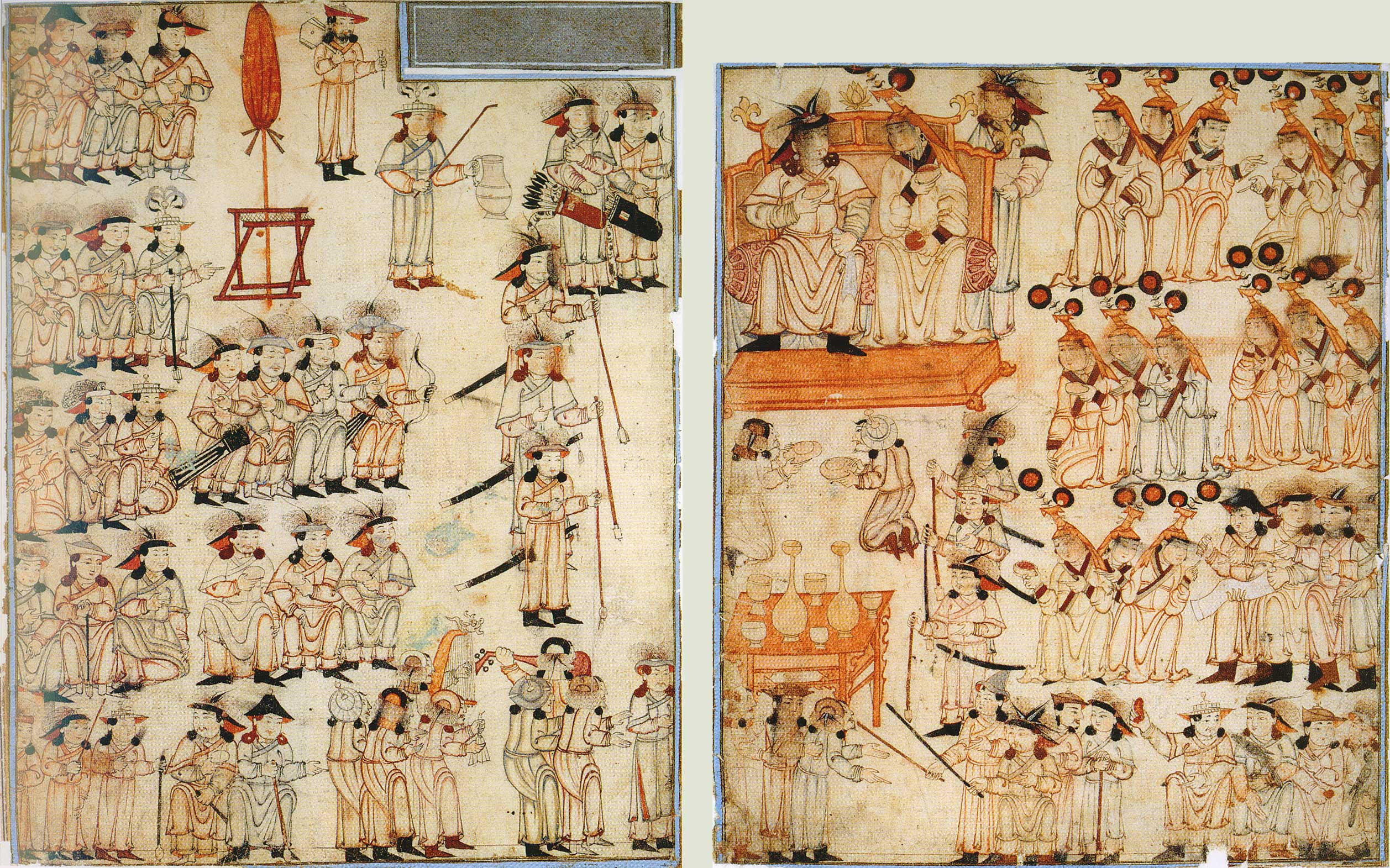
Intronisation du Khan (XIV)

- une réunion des armées, au début d'une conquête ou d'une guerre (qurultay) ;
- l'assemblée des princes et notables mongols qui participent à l'élection du khan suprême après le décès de son prédécesseur (khuriltai).

Elle pouvait ainsi choisir un nouveau Khan ou décider de lancer une guerre,.
Tous les grands Khans de l'empire Mongol comme Genghis Khan ou Ögödei Khan ont été élus par une kurultaï.
Les kurultays imposaient la présence des membres les plus âgés des familles nobles, ces aînés étant aussi responsables militaires.
Ainsi les décès de Ögödei Khan en 1241 et de Möngke Khan en 1259, ont obligé les dirigeants mongols et leurs troupes de se retirer des abords de Vienne et de Venise (en 1241) et de Syrie (en 1259), paralysant leurs opérations militaires contre les Autrichiens et les Mamelouks.
De nos jours, l'Assemblée mongole est appelée grand Khoural d’État.

## Usages actuels du terme
Les populations mongoles et turques l'utilisent dans des sens très divers de parlement, congrès, rencontre, conseil, assemblée délibérante ou encore conférence.
Ainsi par exemple le Qoroltai Bachkir, le quatrième Qoroltay des Tatars, le Zhogorku Kengeshd du Kirghizstan, le Grand Khoural d'État de Mongolie, le Khoural de Bouriatie ou le Kurultáj de Hongrie ou le kurul de Turquie.
Depuis la chute de l'Union soviétique, des qurultay sont organisés par les dirigeants du Kazakhstan et du Kirghizstan (Kurultai du peuple), afin d'annoncer des décisions de portée nationale.
Ils visent à conférer une onction populaire et traditionnelle aux grands projets étatiques.
L'assemblée est composée de représentants des différentes régions et ethnies du pays.